# Planta de Kansas City
La planta de Kansas City es una instalación de la Administración Nacional de Seguridad Nuclear (NNSA) administrada y operada por Honeywell Federal Manufacturing & Technologies (anteriormente Bendix Aviation Corporation y Bendix Kansas City Division of Allied-Signal) que produce el 85 por ciento del material no nuclear utilizado en los Estados Unidos. Se renombró el Campus de Seguridad Nacional de Kansas City en 2015. 
La planta produce componentes de materiales no nucleares mecánicos, electrónicos y de ingeniería para los sistemas de defensa nacional de los EE. UU., Tales como sistemas de encendido por láser de alta energía, producción de microcircuitos híbridos de microondas y dispositivos electromecánicos en miniatura. La planta también proporciona servicios técnicos como análisis metalúrgico/mecánico, química analítica, pruebas ambientales, pruebas no destructivas, capacitación basada en computadora, simulaciones y análisis, y certificación técnica. 

## Campus de seguridad nacional de Kansas City
En 2014, la planta de Kansas City se mudó al renombrado Campus de Seguridad Nacional de Kansas City, una instalación de vanguardia que incluye espacio de fabricación, laboratorio, oficina y almacén. La medida ahorra al gobierno alrededor de US$100 millones anuales en costos operativos y reduce el consumo de energía en más del 50%.
La instalación más pequeña y eficiente mantiene la capacidad de garantizar la confiabilidad y seguridad de la disuasión nuclear de la nación, al tiempo que permite a NNSA reclutar y retener a la próxima generación de científicos e ingenieros. 
Inicialmente anunciado en 2009, la Administración de Servicios Generales anunció que Zimmer Real Estate Services y CenterPoint Properties habían ganado una oferta para construir la planta de reemplazo. El sitio, adyacente a la antigua Base de la Fuerza Aérea Richards-Gebaur en el sur de Kansas City, cerca de Grandview, Misuri . Zimmer y CenterPoint ya poseían el Centro Intermodal CenterPoint al otro lado de la calle. El método de propiedad creativa funciona de esta manera: una autoridad gubernamental (la Autoridad de Expansión Industrial Planificada de Kansas City) es propietaria del terreno y las mejoras y arrienda el proyecto a CPZ Holding LLC. CPZ Holding lo subarrenda a CenterPoint Zimmer LLC, que lo sub-subarrenda al gobierno. Al expirar el contrato de arrendamiento de la autoridad gubernamental, CPZ Holding será el propietario del proyecto. Un financiamiento para el costo del proyecto de más de US$750 millones fue estructurado y provisto por CGA Capital. En marzo de 2017, las filiales de CGA Capital adquirieron todos los intereses de y en CPZ Holding de CenterPoint Properties y sus socios, y serán propietarios del proyecto una vez vencido el contrato de arrendamiento de la autoridad gubernamental. 
HNTB Architecture diseñó el campus, Gibbens Drake Scott Inc. diseñó las características mecánicas, eléctricas y de plomería, que consisten en 1,5 millones de pies cuadrados rentables en la esquina noroeste de Misuri Highway 150 y Botts Road en el extremo norte de Richards-Gebaur.
Los desarrolladores pagan más de US$5 millones al año en pagos en lugar de impuestos a la propiedad. La mitad se usa para retirar el servicio de la deuda en mejoras de infraestructura pública por valor de US$40 millones y la otra mitad financia agencias fiscales locales.

## Historia
La planta remonta su historia a la planta de Pratt & Whitney dedicada por el entonces senador Harry S. Truman en 1942, que fabricó motores Double Wasp durante la Segunda Guerra Mundial . En 1949, la Comisión de Energía Atómica encargó a Bendix Corporation que construyera allí los componentes no nucleares de las ojivas nucleares. Bendix se convirtió en AlliedSignal en 1983 y, finalmente, Honeywell en 1999.